# 팔리니 리몬첼로
팔리니 리몬첼로(Pallini Limoncello)는 리몬첼로로 잘 알려진 전통적인 레몬 맛 리큐르의 브랜드이다. 이 브랜드는 이태리 로마에 거점을 두고 있는 가족경영의 주류회사 Pallini S.p.A. 에 의해 만들어졌다. 알콜도수는 26%. 팔리니 리몬첼로는 팔리니 가히 100년된 레시피를 기초로 1999년에 세상에 알려지기 시작했다. 이 브랜드는 롯데칠성음료에서 수입하고 있다.

## 회사 역사
Nicola Pallini (1851년생)는 이태리 Abruzzi 지역에 있는 Antrodoco 마을의 유명한 상인이었다. 그는 석탄 수입, 은행 업무, 밤나무 농장과 그가 만든 와인, 다양한 코디얼을 취급하는 잡화점 운영 등의 비지니스를 했었다.
1917년, 그의 일가는 로마에 그의 사업 거처를 옮겼다. 로마에서 그는 그의 사업의 영역을 당시 인기를 끌던 아니스를 베이스로 한 리큐르 제조로 확장했다. 이것이 수제 리큐르인 Romana Sambuca를 제작하기 시작한 계기가 되었다.
1962년, Giorgio Pallini와 Nicola Pallini(Virgilio의 아들들)는 로마나 삼부카의 잠재적인 성장을 예상하고, 로마의 중심에서 떨어진 주변에서, 더 현대적이고, 번화한 현재 Pallini S.p.A.가 위치한 곳으로 회사의 위치를 옮겼다.
1970년대, Virgilio Pallini Jr(현 Pallini S.p.A. 대표)는 뉴욕에 살면서 로마나 삼부카가 미국에 유통되는 것을 협상했었다.  미국에서의 로마나 삼부카 유통은 대단히 성공적이었다. Disaronno, Galliano와 같이 로마나 삼부카는 미국 마켓에서 첫 이탈리안 리큐르로서 선풍을 이끌었다.
몇 년 후, 로마나 삼부카는 9리터의  케이스로 약 300,000개의 볼륨을 가지는 리큐르 분야의 리더가 되었다.
오늘날, 브랜드의 소유는 Diageo가 하고 있으나, Pallini 가는 전문적인 생산자로 남아있다.
1999년, 팔리니 가는 일가에 전해 내려오는 레시피를 베이스로 팔리니 리몬첼로를 발매했다. 2가지 맛이 추가된, Pallini Raspicello와 Pallini Peachello도 역시 생산에 들어갔다.
10년 후, 팔리니 리몬첼로는 No.1  프리미엄 리큐르 브랜드로서 세계를 무대로 유통이 되고 있다.

## 생산 과정
팔리니 리몬첼로는 이탈리아의 아말피 해변에 있는 성장한 sfusato 레몬으로 만들어진다. 100년 전, 이 레몬은 중동 지역으로부터 온 선원들에 의해 아말피 해변에 전해지게 되었다. 이 레몬은 리몬첼로 생산에 가장 이상적인 두꺼운 과일 껍질, 낮은 산성과 연한 맛의 특징을 가졌다.
이 레몬들은 수작업으로 선별되고, 껍질이 벗져진 후, 로마에 있는 생산시설에 운반된다. 이 생산시설에서 사탕무우로 만들어진 중성알콜에 레몬 제스트로서 담겨진다. 이 인퓨징 과정에서 중성알콜에 레몬 제스트에서 나온 레몬 향 오일들이 첨가된다. 그 후 혼합된 알콜에 사탕무 설탕이 더해진다. 그리고 팔리니 리몬첼로 병에 넣어져서, 전 세계로 보내진다.

## 칵테일
주요 칵테일은 다음과 같다.
- 레몬토닉 = 팔리니 리몬첼로 30ml + 토닉워터 90ml + 얼음

- 오란첼로 = 팔리니 리몬첼로 30ml  + 오렌지주스 90ml + 얼음

- 자몽첼로 = 팔리니 리몬첼로 30ml + 자몽주스 90ml + 얼음

- 베리첼로 = 팔리니 리몬첼로 30ml + 크랜베리주스 90ml + 얼음

- 아말피 선라이즈 = 팔리니 리몬첼로 30ml  + 오렌지주스 90ml + 그레나딘 시럽 15ml + 얼음

- 아말피 선샤인 = 팔리니 리몬첼로 30ml  + 오렌지주스 60ml + 레몬주스 30ml + 얼음

- 아말피 선셋 = 팔리니 리몬첼로 30ml  + 망고주스 30ml + 크랜베리주스 60ml + 얼음

## 품질인증 자격
- PGI 오가닉 레몬
- 글루텐 프리
- Kosher
- GMO Free product
- 알러지 프리
- 순수 내츄럴 이태리안 설탕

## 풍미
- 전통적인 이탈리안 레몬 식후 주

## 최근 평가
2012년, 팔리니 리몬첼로는 음료 평가 협회(Beverage Tasting Institute)에서 92점, 얼티밋 스피릿츠 챌린지에서 91점을 받는 등 적극 추천을 받았다.
2005년에는 Wine Enthusiast에서 90-95점의 평가를 받았다.